# Stenocladius flavipennis
Stenocladius flavipennis is een keversoort uit de familie glimwormen (Lampyridae). De wetenschappelijke naam van de soort werd voor het eerst geldig gepubliceerd in 1999 door Kawashima.